# Hans Fischer (Maler, 1909)

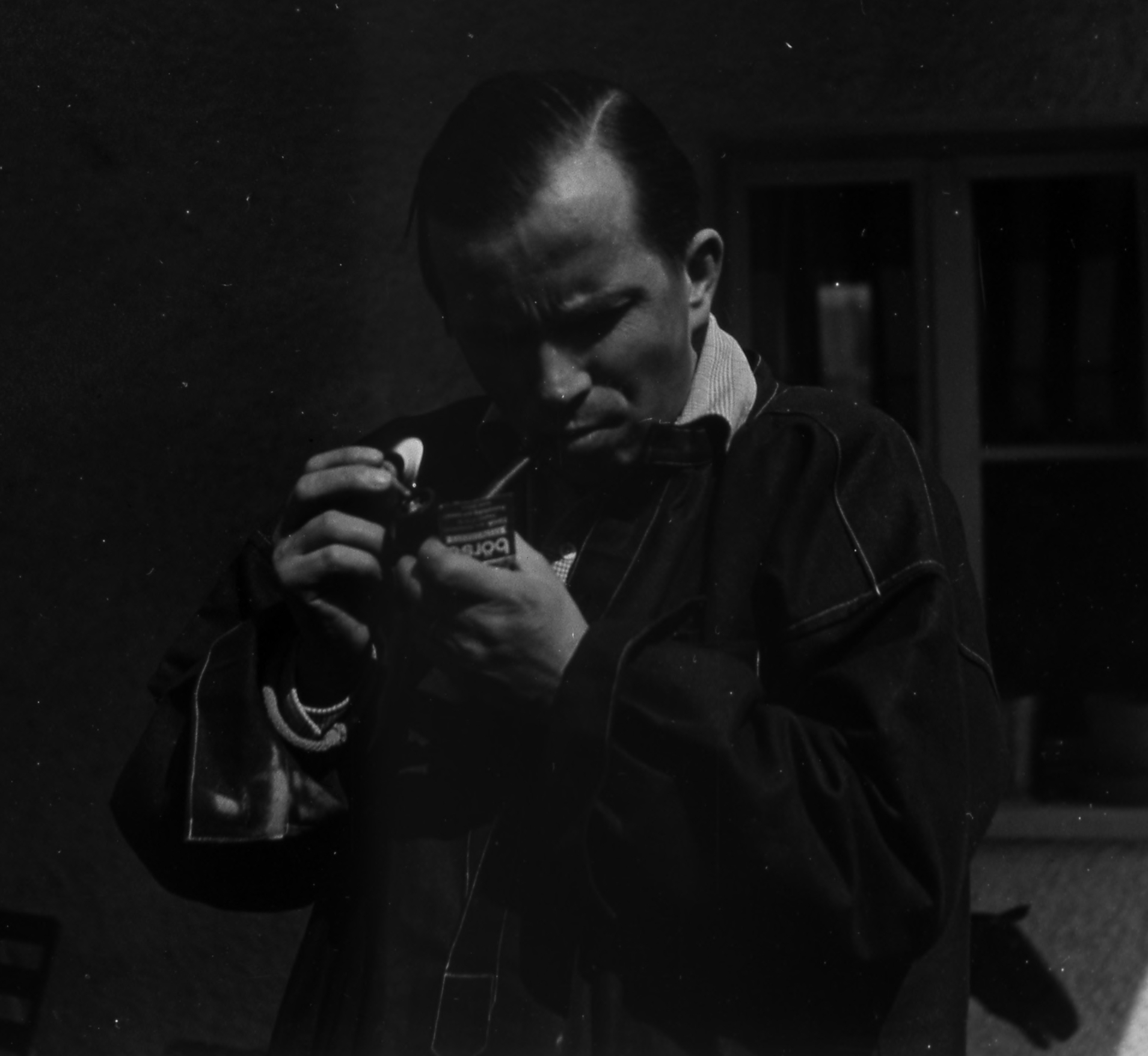
Hans Fischer (1950)

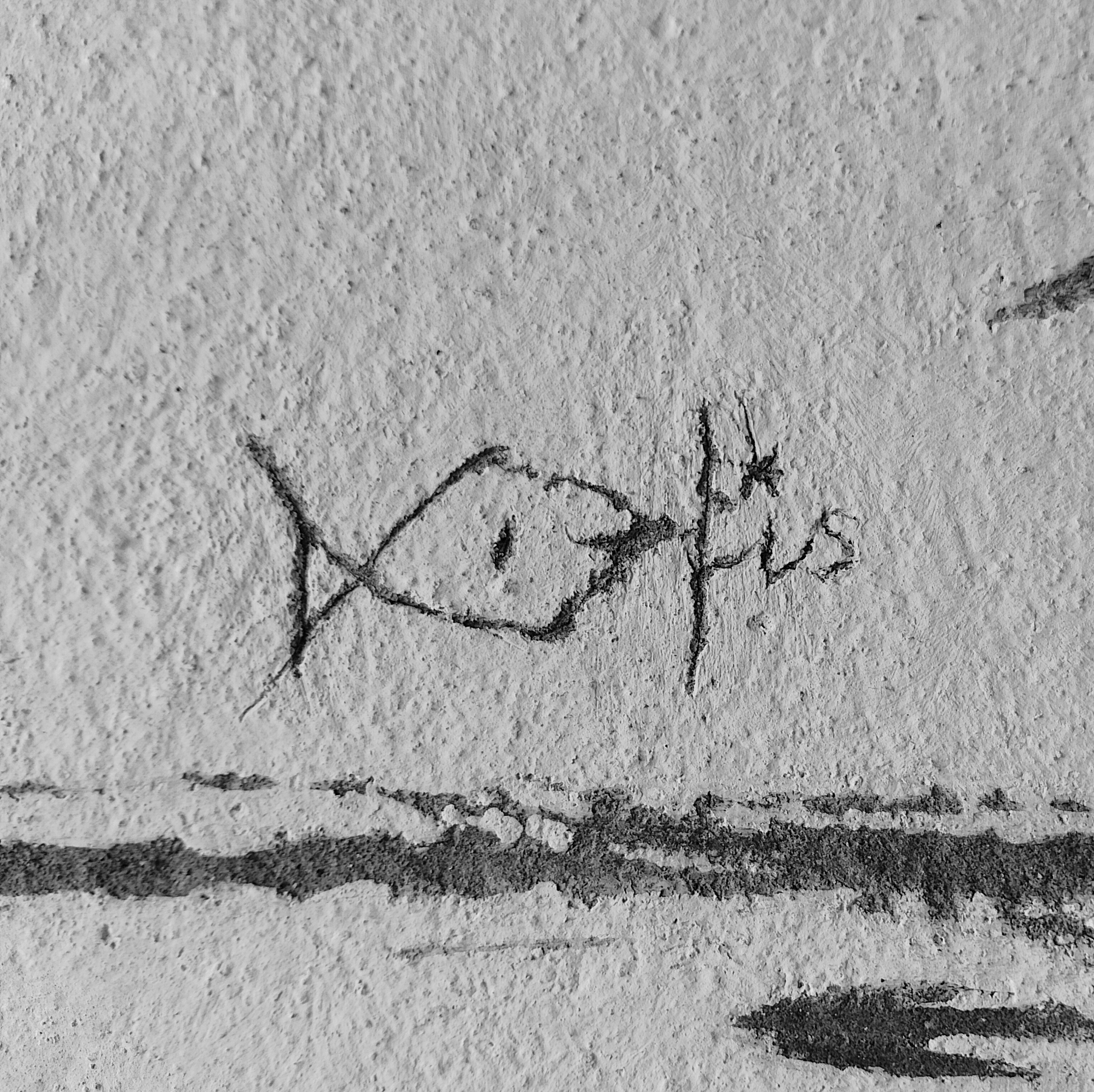
Hans Fischers Signatur fis

Hans „fis“ Fischer (* 6. Januar 1909 in Bern; † 19. April 1958 in Interlaken) war ein Schweizer Grafiker und Maler. Er wurde besonders als Autor und Illustrator des Kinderbuchs Pitschi bekannt.

## Leben

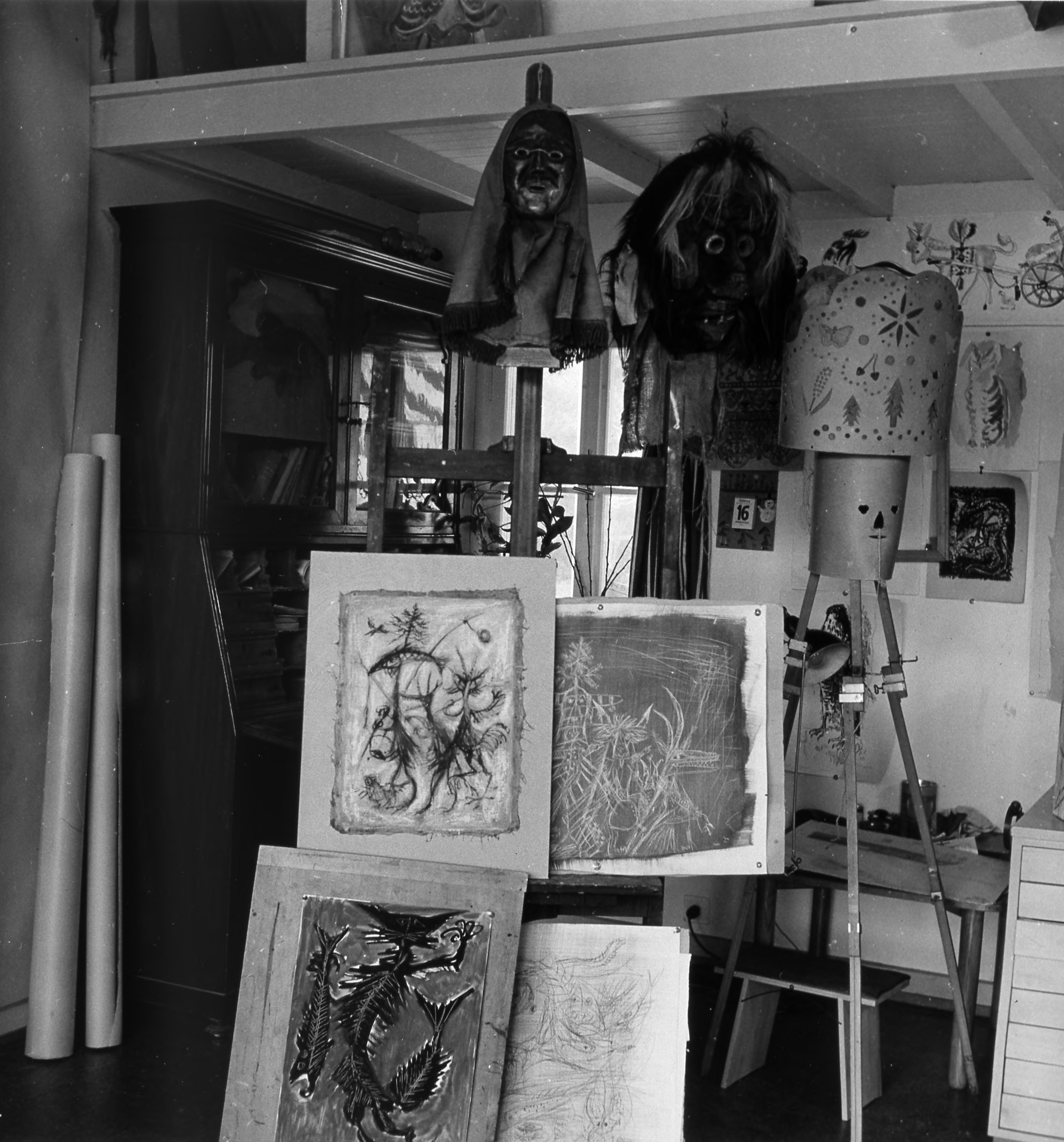
Das Atelier von Hans Fischer

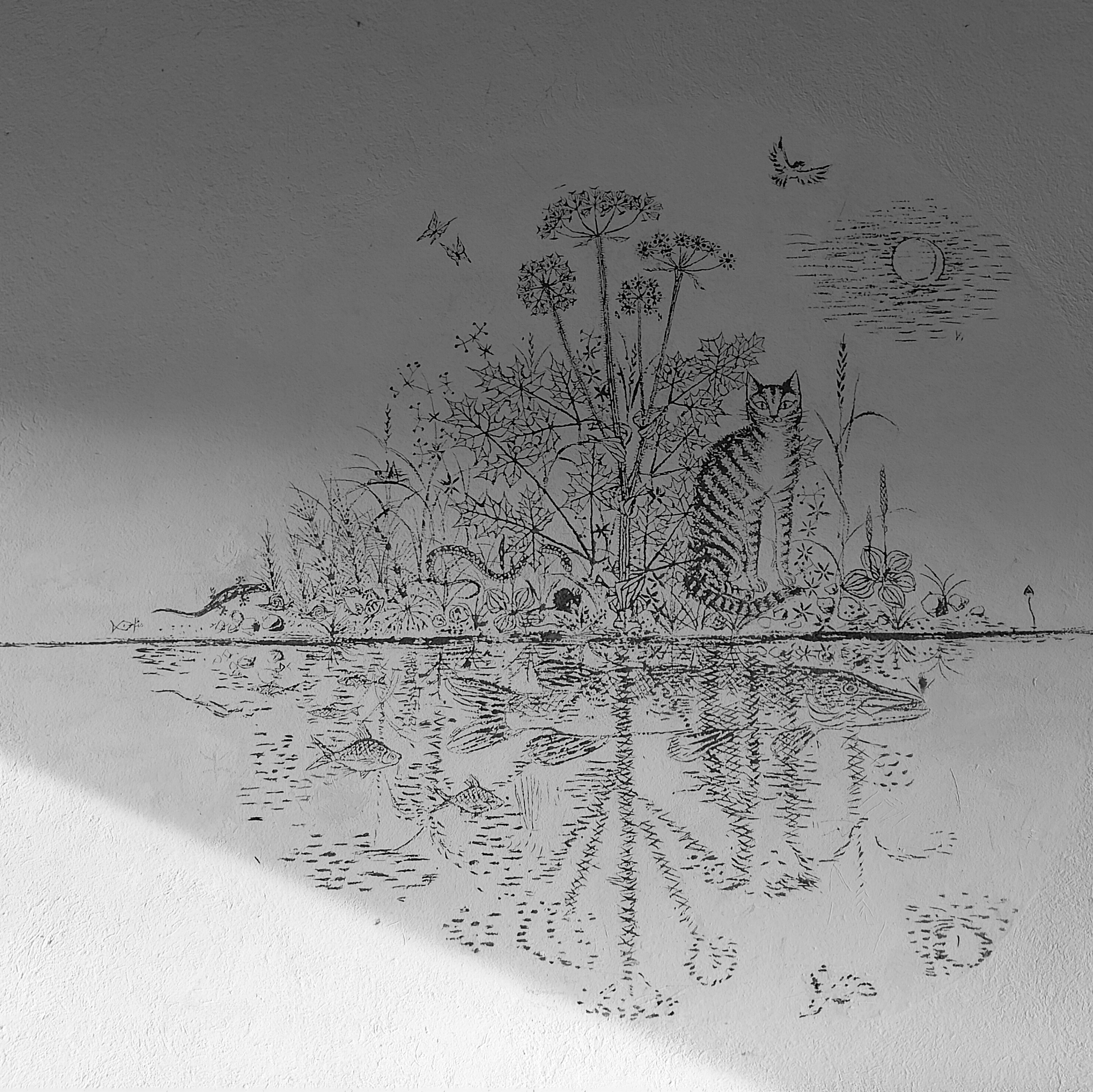
Schulhaus Pünt, Uster. Sgraffito, (1948–1950)

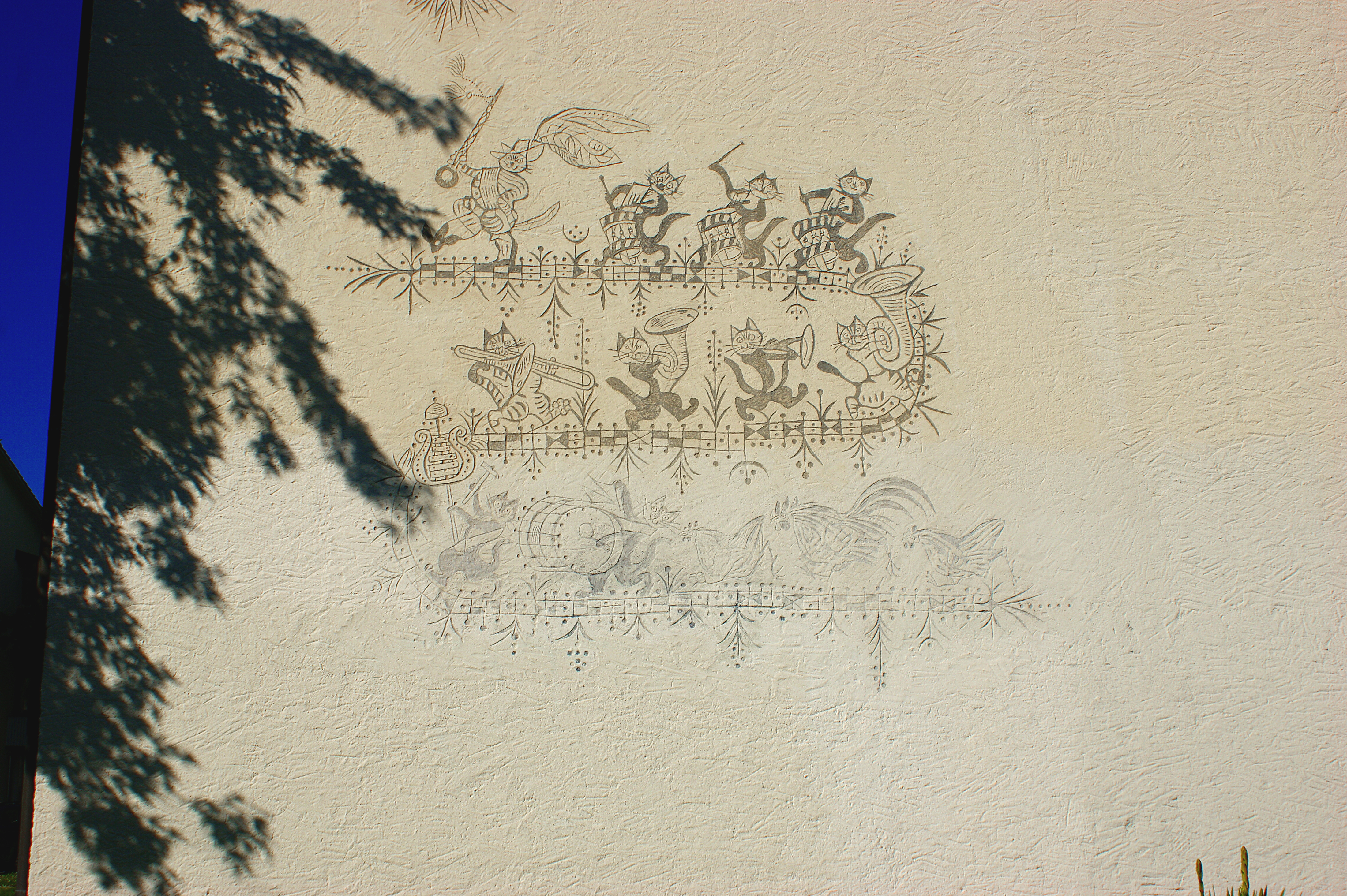
Hans Fischer: Sgraffito an einem Haus der Siedlung Meienegg in Bern, 1950

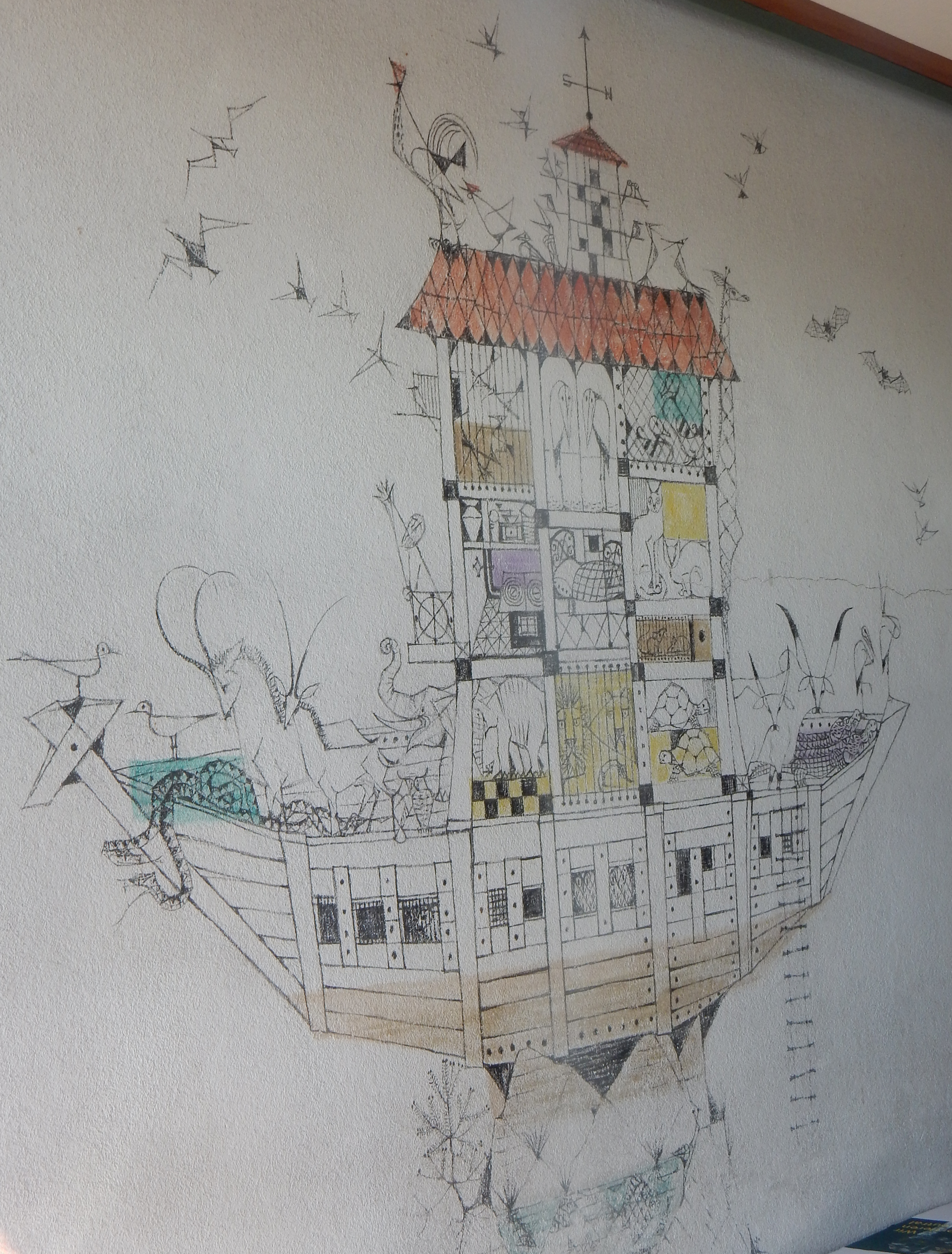
Arche Noah in Köniz (1951)

Hans Fischer besuchte die Kunstgewerbeschule erst in Genf („Ecole des Beaux-Arts industriels“), dann in Zürich. Er arbeitete als Kunstmaler, Gebrauchsgrafiker, Trickfilmzeichner, Cartoonist (etwa für den Nebelspalter) und auch als Bühnenbildner (für das Cabaret Cornichon). 1945 fand eine erste Ausstellung seiner Werke in der Berner Kunsthalle statt. 1955 erhielt er den Grafikpreis der Biennale von São Paulo in Brasilien. Für die Bar der Warte- und Transithalle des Flughafens Kloten schuf Fischer 1953 ein Wandbild und für das von Hans Brechbühler neu gestaltete Berner Tea-Room «Bäreck» das Wandbild «Inselfisch».
Fischer schuf zahlreiche Kinderbücher u. a. für die Schweizerfibel und Das Kätzchen, das immer etwas anderes wollte. Eine traurige Geschichte, die aber gut aufhört.
1938 wurde sein Sohn, der spätere Schriftsteller und Kabarettist Kaspar Fischer, geboren. Die Familie lebte in einem Reihenhaus der Architektin Elsa Burckhardt-Blum  in Küsnacht an der Gartenstrasse 6, in der neu erbauten „Wohnkolonie Heslibach“, bevor sie 1949 nach Feldmeilen, an den Tobelweg 26 zog.
Mit 49 Jahren verstarb er 1958 an den Folgen eines Herzinfarkts im Spital von Interlaken.
1959 fand für Fischer eine Gedächtnis-Ausstellung im Zürcher Kunsthaus statt. Zu seinem 100. Geburtstag wurde bis Ende Februar 2009 in der Zürcher Galerie Pendo eine umfassende Ausstellung seiner Werke gezeigt.

## Werke (Auswahl)

### Wandbilder
- Primarschulhaus Pünt, Uster: Sgraffito (1948–1950)[6]
- Primarschulhaus Saatlen, Zürich: Trilogie „Schwimmen, Kriechen, Fliegen“ (1950)
- Primarschulhaus In Hanfländern, Rapperswil: Zwölf Tiertafeln (um 1950)
- Primarschulhaus Buchsee, Köniz: „Arche Noah“ (1951)
- Neues Waisenhaus, Winterthur: Sgraffito (1951)
- Primarschulhaus Im Erb, Küsnacht: „Arche Noah“ (1952)
- Sekundarschulhaus Erlenbach: „Die Pflanzenwelt“ (1952)
- Primarschulhaus Kollbrunn: „Das Paradies“ (1952)
- Schulhaus Breitenbach: Fischzug (1952)
- Schulhaus Goldach: Wandbild (1952)
- Schulpavillon Biderstrasse, Bern: „Die Fabelwelt“
- Flughafen Zürich-Kloten, Terminal A: Masken und Kläuse (1954)
- Schulhaus Rüti: Wandbild (1954)
- Schulhaus Münsingen: Wandbild (1954)
- Verwaltungsgebäude Monbijou Bern: Panneau (1955)
- Primarschulhaus Biderstrasse, Bern: Verkehrte Welt (1955)
- Sekundarschulhaus Bolligen: Wandbild (1956)
- Primarschulhaus Wiesendangen: „Das Ried“ (1957)
- Letzischulhaus, Zürich: Fische (1957)

### Bücher
- Rudyard Kipling: Wie das Kamel zu seinem Buckel kam. Büchergilde Gutenberg, Zürich 1946 (Übersetzung von N. O. Scarpi).
- Der Geburtstag. Eine lustige Geschichte mit vielen Bildern. Wolfsbergdrucke, Zürich 1947.
  - Neuausgabe: NordSüd, Zürich 1993, ISBN 3-314-00631-4.
- Pitschi. Das Kätzchen, das immer etwas anderes wollte. Eine traurige Geschichte, die aber gut aufhört. Wolfsbergdrucke, Zürich 1948.
  - Neuausgabe: NordSüd, Zürich 1993, ISBN 3-314-00630-6.
- Rum Pum Pum. Ein Umzug aus dem Märchenland. Wolfsbergdrucke, Zürich 1951.
- Unter vier Augen. Gezeichnete Redensarten. Sanssouci, Zürich 1953.
  - Zweite Auflage als: Unter drei Augen („Neue, um ein Auge verminderte und vier Zeichnungen vermehrte Auflage“). Sanssouci, Zürich 1953.
    - Neuausgabe: Rothenhäusler, Stäfa 1997.
- Das Du-bist-wohl-nicht-bei-Trost-Büchlein. 1955.
  - Faksimile-Ausgabe: Zytglogge, Gümligen 1989.
- Im Märchenland. Die schönsten Märchen der Brüder Grimm. NordSüd, Zürich 2018, ISBN 978-3-314-10464-0.
- Der Wind, der Wind, das himmlische Kind. Lesebuch für das zweite Schuljahr, Band 3, illustriert von Hans Fischer. Lehrmittelverlag Zürich, 1957.
- Kuckuck, Kuckuck, rufts aus dem Wald. Lesebuch für das zweite Schuljahr, Band 2, illustriert von Hans Fischer. Lehrmittelverlag Zürich, 1957.
- Güggerüggü, s isch Morge am drü! Lesebuch für das zweite Schuljahr, Band 1, illustriert von Hans Fischer. Lehrmittelverlag Zürich, 1957.
- Wässerlein fliesst so fort, immer von Ort zu Ort. Lesebuch für das dritte Schuljahr, Band 2, illustriert von Hans Fischer. Lehrmittelverlag Zürich, 1958.